# Bulé
A bulé (görög βουλή; többes szám βουλαί) az ókori Görögország poliszait (Gr. πολις, többes száma πολεις) vagy poliszszövetség napi ügyeit vivő tanács neve volt. Kezdetben az uralkodó nemesekből álló tanácsadó szerve volt, később az oligarchia idején a tagsága örökölhető is lehetett, majd a demokráciában a népgyűlés alá rendelték és tagjait sorsolták.
Az ókori Athénban működő bulé tevékenységéről sok forrás maradt fenn.

## Az athéni bulé
Az eredeti athéni tanács az Areioszpagosz volt, a volt arkhónok karakterében arisztokratikus testülete.

### A szolóni bulé
Az athéni bulé – mint tanácsadó jellegű testület – létrehozását Szolón arkhónnak tulajdonítják i. e. 594-ben. Eredetileg 400 emberből állt – ezért négyszázak tanácsa néven is ismerjük –, ahol 100 ember jött Athén mind a négy vagyoni osztályból. A bulé feladata volt a törvényjavaslatok előkészítése a népgyűlés számára. Nagyon keveset tudunk a bulé ekkori működéséről, sőt még a létezését is vitatják egyesek. Mindenesetre a létezésének bizonyítékai olyan erősek, mint bármilyen intézménynek az i. e. 6. századból.

### Kleiszthenész reformjai
Kleiszthenész reformjai során i. e. 508-ban a bulé 500 tagra bővült – ezért ötszázak tanácsa néven is ismerjük – ahol 50 tag jött a tíz újonnan létrehozott phüléből. A tagokat démosz szinten delegálták sorsolással, minden démosz jogosult volt bizonyos számú helyre a népességétől függően. Ebben az időben csak az első három vagyoni osztályból (ötszázmérősök, lovagok, zeugitészek) lehetett tagokat kiválasztani, a negyediket, a thészeket kizárták ebből. 30 éves alsó korhatárt is megszabott Kleiszthenész. Ez utóbbi szabályt hivatalosan sohasem változtatták meg, de gyakorlatilag az i. e. 5. század közepétől figyelmen kívül hagyták.
A bulé tagjai egy évig szolgáltak és életükben legfeljebb kétszer lehetett őket kijelölni. A bulé vezetője az 50 prütanisz volt, akiket az év egytizedéig egy phülé küldöttei adtak. A prütaneia ezen ciklusa kötött sorrendben haladt végig az összes phülén. A prütaniszok vezetőjét, az episztatészt naponta sorsolták az 50 tag közül. A bulé minden nap összegyűlt az Agorán levő buleutérion épületében, kivéve az ünnepnapokat és rossz ómenű napokat. Az üléseken az episztatész elnökölt.
A népgyűlés napirendjét, a beterjesztendő törvényjavasalatokat a bulé előzetesen megvitatta, és úgy nyújtotta be a népgyűlés elé.

### A demokrácia idején a késői 5. században
Ephialtész és Periklész reformjai után az i. e. 5. század közepén a bulé átvette az areioszpagosz legtöbb adminisztratív funkcióját, aminek csak az emberölési ügyek feletti bíráskodás hagyományos joga maradt. A bulé felügyelte az állam pénzügyeit, a flottát, a lovasságot, a vallási ügyeket, építkezéseket, szállítási ügyeket, és gondját viselte a mozgássérülteknek és árváknak. Sok bizottságot megtöltöttek a tagjai, amik az adminisztratív ügyek legapróbb részleteit is áttekintették. Lefolytatták a tisztségviselők hivatalbalépésük előtti és leköszönésük utáni vizsgálatát, hogy a becsületes könyvelést és az államhoz való hűséget biztosítsák. Néhány esetben lemondatási eljárást is folytattak a rossz vezetéssel vagy hanyagsággal vádolt főhivatalnokok esetén.
Valamikor az i. e. 5. században bevezették a bulé tagjainak fizetését (buleutikon), valószínűleg azért, hogy bátorítsák a szegényebbeket is részvételre, akik egyébként vonakodtak jelentkezni. A bulét a demokratikus alkotmány sarkkövének tekintették, ami terepet szolgáltatott a napi politikai aktivitásnak és egybefogta a kormányzat sok adminisztratív funkcióját. A tagok rotációja miatt úgy tartották, hogy az mentes bármely frakció dominanciájától, bár van rá bizonyíték, hogy a gazdagabbak többet szolgáltak, mint a szegények, ami a sok időráfordítással magyarázható, amit a szegények létfenntartásuk miatt nem engedhettek meg maguknak.

## Bulé más görög városokban

### Spárta
Spártában a buléhoz hasonló funkciókat a gerúszia, az öregek tanácsa látott el. A gerúszia tagjai 60 éven felüliek voltak, a vezető családokból jöttek és élethossziglan szolgáltak. 28 tagja mellett az ülésein a két király is részt vett, akármilyen életkorúak is voltak. A gerúszia tanácsadó szerepe mellett nagyobb bűnügyekben bíráskodott, felügyelte a törvényeket és szokásokat és talán a külügyekben is játszott valamilyen szerepet.

### Korinthosz
Korinthoszban 80 tagú bulé működött, amit a 8 probulosz vezetett.

### Masszalia
Masszaliában 600 tagú tanács működött.

### Khiósz
Khiószon 600 tagú tanács működött.